# Liberato Pinto
Liberato Damião Ribeiro Pinto (Lissabon, 29 september 1880 - 4 september 1949) was een Portugees militair en politicus ten tijde van de Eerste Portugese Republiek. Van 30 november 1920 tot en met 2 maart 1921 was hij premier van Portugal.
In januari 1915 werd Pinto lid van de Democratische Partij en werd voor deze partij in 1919 verkozen in de Assembleia da República. Tevens was hij van 1914 tot 1922 chef van de Generale Staf van de Republikeinse Garde (Guarda Nacional Republicana), een militaire elite-eenheid van officiers die sympathisanten waren van de Democratische Partij en sterk onder controle stond van de regering, behalve als de Democratische Partij niet deel uitmaakte van de regering. De Republikeinse Garde was in de late periode van de Eerste Portugese Republiek een belangrijke machtsfactor. Als hoofd van deze garde werd hij met de steun van zijn voorganger Álvaro de Castro op 30 november 1920 benoemd tot premier van Portugal. Tijdens zijn premierschap was hij tegelijkertijd minister van Binnenlandse Zaken en interimminister van Financiën en Marine.
Op 2 maart 1921 moest hij ontslag nemen als premier. Bernardino Machado, voormalig president van de Portugese Republiek en lid van de Democratische Partij, volgde hem op, maar diens regering was echter van korte duur. Vanaf 23 mei 1921 regeerde de liberaal-conservatieve oppositie, waardoor de Democraten voor korte tijd de macht verloren. Deze regeringswissel zorgde ervoor dat Pinto ontslagen werd als chef van de Generale Staf van de Republikeinse Garde. Toen de regering Pinto gerechtelijk wou vervolgen nadat hij beschuldigd werd van corruptie, begon hij met de krant O mundo, a Imprensa da Manhã, waar hij dicht bij stond, een campagne met elke dag scherpe verwijten aan het adres van António Granjo, die Machado als premier had opgevolgd. Deze verwijten zorgden voor een revolutionaire sfeer en de Republikeinse Garde probeerde tijdens de Lissabonse bloednacht om een staatsgreep te plegen op de regering Granjo. Op 19 oktober 1921 werd premier Granjo vermoord.
Na de dood van Granjo kwamen de Democraten opnieuw aan de macht, maar op 16 december 1921 kwam de oppositie opnieuw aan de macht en werd Francisco Pinto da Cunha Leal de nieuwe premier. In januari 1922 moest Pinto wegens de beschuldigingen van corruptie voor korte tijd naar de gevangenis.
Net als alle democratische politici beëindigde de putsch van 26 mei 1926, het einde van de Eerste Portugese Republiek, de verdere politieke ambities van Pinto. Als privéleraar trok hij zich uit het openbare leven terug en hij overleed in armoede.